# Amy Chow
Amy Yuen Yee Chow (San José, 15 de Maio de 1978) é uma ex-ginasta norte-americana que competiu em provas de ginástica artística.
Amy fez parte da equipe norte-americana que conquistou a medalha de ouro nos Jogos Olímpicos de Atlanta, em 1996, sendo então membro das chamadas Sete Magníficas.

## Carreira
Amy nasceu na Califórnia, sua mãe, Susan, nasceu em Hong Kong, e seu pai nasceu na China. Ambos emigraram para os Estados Unidos, casando-se logo depois. Seu irmão, Kevin, também fora um ginasta. Aos três anos sua mãe tentou matricular-la no balé clássico, mas a jovem acabou por optar a fazer ginástica, passando a treinar no West Valley Gymnastics School. Aos quatorze anos de idade, Amy participou de seu primeiro campeonato de grande porte, o Festival Olímpico, conquistando a medalha de ouro no concurso geral.
Em 1994, seu primeiro ano como sênior, Amy participou do Campeonato Mundial de Dortmund, conquistando a medalha de prata por equipes. No ano posterior, nos Jogos Pan-americanos de Mar Del Plata, Amy foi medalhista de ouro por equipes e no salto. Na final das barras assimétricas, e individual geral, foi prata e bronze, respectivamete.
Nos Jogos Olímpicos de Atlanta, sua primeira aparição olímpica, a ginasta fez parte das Sete Magníficas, conquistando a medalha de ouro por equipes, a primeira americana nos Jogos. Classificada para a final das barras assimétricas, terminou com a prata, atrás apenas da russa Svetlana Khorkina. Por suas boas conquistas, fez novamente parte da equipe que disputou os Jogos Olímpicos de 2000, conquistando apenas a quarta colocação por equipes. Após o encerramento do evento, Amy anunciou oficialmente sua aposentadoria do desporto.

## Principais resultados
| Ano  | Evento                                    | AA                | Equipe            | Salto sobre o cavalo | Trave | Barras assimétricas | Solo |
| ---- | ----------------------------------------- | ----------------- | ----------------- | -------------------- | ----- | ------------------- | ---- |
| 1992 | Festival Olímpico                         | Medalha de ouro   |                   |                      |       |                     |      |
| 1994 | Campeonato Mundial de Ginástica Artística |                   | Medalha de prata  |                      |       |                     |      |
| 1995 | Jogos Pan-americanos                      | Medalha de bronze | Medalha de ouro   | Medalha de ouro      |       | Medalha de prata    |      |
| 1996 | Jogos Olímpicos                           |                   | Medalha de ouro   |                      |       |                     |      |
| 2000 | Jogos Olímpicos                           |                   | Medalha de bronze |                      |       |                     |      |